# San Juan Bautista Degollado (título cardenalicio)
San Juan Bautista Degollado es un título cardenalicio diaconal de la Iglesia Católica. Fue instituido por el papa Pablo VI en 1969. Fue suprimido en 2013 por el papa Francisco.

## Titulares
- Mario Nasalli Rocca di Corneliano (28 de abril de 1969 - 30 de junio de 1979); título presbiteral pro illa vice (30 de junio de 1979 - 9 de noviembre de 1988)
- Vacante (1988 - 2013)
- Sede suprimida en 2013.